# 梓林太郎
梓 林太郎（あずさ りんたろう、1933年1月20日 - 2024年1月27日）は、日本の小説家。本名は林 隆司。

## 人物
長野県下伊那郡上郷村（現：飯田市）生まれ。
父の仕事の都合で静岡県清水市（現：静岡市清水区）に一家3人で転居。その後、父の出征のみならず、第二次世界大戦の戦況悪化もあって上郷村の母の実家に戻った。その翌年（1945年）、小学6年生の時に終戦を迎える。中央アルプスに連なる山村にあった母の実家では、家業の農家の手伝いなどで毎日のように山に入った。進学のため18歳で上郷を離れたが、本格的に山登りを始めたのは東京に出てからという。
貿易会社、調査会社、経営コンサルタント会社などを経て、1980年『九月の渓で』で小説宝石エンタテインメント小説大賞を受賞し、デビュー。長い登山経験を元に、山岳推理小説の第一人者となる。
代表的な作品に、山岳救助隊員・紫門一鬼シリーズや、山岳ミステリーシリーズ、長野県警刑事・道原伝吉シリーズ、旅行作家・茶屋次郎シリーズなどがある。
2024年1月27日に老衰により死去。91歳没。

## 作品
- 『走行超過』（蝸牛社） 1980年
- 『南アルプス光ファイバー殺人事件』（読売新聞社） 1985年、のち改題『南アルプス殺人事件 暗殺回路』（角川文庫）
- 『奇妙な依頼人』（光文社文庫） 1985年
- 『白い地獄』（角川文庫） 1986年、のち改題『飢餓連峰』（青樹社文庫）、のちケイブンシャノベルス
- 『陰画の構図』（広済堂ブルーブックス） 1986年、のち改題『復讐の狂炎』（広済堂文庫）
- 『ヒッピー探偵』（桃園文庫） 1986年、のち改題『佐渡・上高地殺人ライン』（光風社文庫）
- 『偽装バンカー』（光文社文庫） 1986年
- 『冷血の弾道』（ケイブンシャ文庫） 1986年、のち改題『殺意の氷壁』（光風社文庫）
- 『霧の常念岳殺人事件』（カドカワノベルズ） 1987年、のち徳間文庫
- 『八方尾根遭難事件』（カドカワノベルズ） 1987年、のち徳間文庫、のち改題『殺意の雪宴』（光文社文庫）
- 『黒部峡谷殺人事件』（光文社文庫） 1987年、のちケイブンシャ文庫
- 『仙丈岳殺人事件』（徳間文庫） 1987年、のち桃園文庫
- 『アルプス冬物語』(角川文庫) 1988年、のち青樹社文庫
- 『岳人隊 イエローリボン』（角川文庫） 1988年
- 『尾瀬殺人湿原』（光文社文庫） 1988年、のちコスミック・ミステリー文庫
- 『背徳の午後』（角川文庫） 1988年、のち改題『背徳の山嶺』（コスモノベルス）
- 『密殺連峰』（カドカワノベルズ） 1989年
- 『大雪山殺人事件』（広済堂ブルーブックス） 1989年、のち廣済堂文庫、のちジョイ・ノベルス
- 『雪渓下の密室』（光文社文庫） 1989年
- 『血の中の砂漠』（廣済堂出版） 1990年、のち広済堂文庫
- 『出羽殺人三山』 (広済堂ブルーブックス)  1992年、のち改題『出羽三山殺人事件』（廣済堂文庫）、のちジョイ・ノベルス
- 『穂高屏風岩』（青樹社、BIG BOOKS） 1995年、のち桃園新書
- 『屍たちの領域 信州・金沢・東京殺人ルート』（光文社文庫） 2001年
- 『山岳鉄道殺人連鎖』(光文社文庫) 2010年
- 『黒白の起点 飛驒高山殺意の交差』（徳間文庫） 2021年2月
- 『小布施・地獄谷殺人事件』（カッパ・ノベルス） 2021年3月、のち光文社文庫 2023年11月
- 『信州・善光寺殺人事件』（光文社文庫） 2021年4月

### 信州山岳刑事「道原伝吉」シリーズ
- 『北アルプス冬山殺人事件』（読売新聞社） 1984年、のち改題『風葬連峰』（光文社文庫）
- 『遭難遺体の告発』（読売新聞社） 1985年、のち改題『死紋山脈』（角川文庫）、のち改題『謀殺の鹿島槍』（青樹社文庫）
- 『中央アルプス空木岳殺人事件』（TOKUMA O NOVELS） 1986年、のち徳間文庫
- 『上高地殺人事件』（ジョイ・ノベルス） 1986年、のち角川文庫
- 『八ヶ岳山麓殺人事件』（カドカワノベルズ） 1987年、のち広済堂文庫、桃園文庫
- 『縞枯山殺人事件』（トクマ・ノベルズ） 1988年、のち改題『北八ヶ岳縞枯山殺人事件』（徳間文庫）
- 『飛騨泣き殺人事件』（徳間文庫） 1988年、のち改題『飛騨岩稜殺人事件』（日文文庫）、のち改題『北アルプス飛騨泣き殺人事件』（POCKET NOVELS）
- 『木曾御岳殺人事件』（トクマ・ノベルズ） 1989年、のち徳間文庫、桃園文庫、日文文庫
- 『八ヶ岳石の血痕』（トクマ・ノベルズ） 1990年、のちケイブンシャ文庫
- 『上高地発殺意の墓標』（TENZAN NOVELS） 1990年、のち日文文庫
- 『槍ヶ岳 白い凶器』（POCKET NOVELS） 1990年、のち広済堂文庫、徳間文庫
- 『谷川岳 霧の殺意』（トクマ・ノベルズ） 1990年、のち広済堂文庫
- 『黒部殺人源流』（トクマ・ノベルズ） 1991年、のち徳間文庫、コスミック・ミステリー文庫
- 『立山連峰殺人事件』（ジョイ・ノベルス） 1991年、のち徳間文庫
- 『黒い岩壁』（広済堂ブルーブックス） 1991年、のち広済堂文庫
- 『月光の岩稜』（TAIRIKU NOVELS） 1991年、のち改題『蓼科高原殺人事件』（ジョイ・ノベルス）、のち広済堂文庫
- 『西穂高殺人事件』（ジョイ・ノベルス） 1991年、のち改題『西穂高白銀の疑惑』（祥伝社文庫）
- 『屋久島殺人原始林』（トクマ・ノベルズ） 1991年、のち徳間文庫
- 『霧ヶ峰殺人高原』（POCKET NOVELS） 1992年、のち広済堂文庫
- 『凍結樹林』（ジョイ・ノベルス） 1992年、のち双葉文庫
- 『南信州殺人神楽』（トクマ・ノベルズ） 1992年、のち徳間文庫
- 『北アルプス冬の罠』（TENZAN NOVELS） 1992年、のち徳間文庫
- 『死化粧山脈』（立風ノベルス） 1992年、のち徳間文庫
- 『修羅の高峰』（桃園書房） 1992年、のちケイブンシャ文庫
- 『北岳 殺意の岩壁』（National Novels） 1992年、のち徳間文庫
- 『霧多布殺人湿原』（トクマ・ノベルズ） 1992年、のち徳間文庫
- 『爺ヶ岳殺人事件』（ジョイ・ノベルス） 1993年、のち改題『北アルプス爺ヶ岳の惨劇』（祥伝社文庫）
- 『赤岳殺人暗流』（National Novels） 1993年、のち徳間文庫
- 『怨殺斜面』（National Novels） 1993年、のち双葉文庫
- 『針ノ木岳殺人事件』（ジョイ・ノベルス） 1993年、のち徳間文庫
- 『血の雪崩』（広済堂ブルーブックス） 1993年、のち広済堂文庫
- 『白銀の暗黒』（コスモノベルス） 1993年、のちケイブンシャ文庫
- 『北海道雨竜殺人湿原』（トクマ・ノベルズ） 1993年、のち徳間文庫
- 『信州・佐渡殺人鉱脈』（トクマ・ノベルズ） 1994年、のち徳間文庫
- 『反逆の山』（ジョイ・ノベルス） 1994年、のち実業之日本社文庫
- 『燕岳 殺人の暦』（ジョイ・ノベルス） 1994年、のち日文文庫
- 『暗殺 - 蝶ケ岳・すすき野殺人ライン』（広済堂ブルーブックス） 1995年、のち改題『暗殺連峰』（ジョイ・ノベルス）、のち広済堂文庫
- 『処女山行』（光文社文庫） 1995年、のち広済堂文庫
- 『無明山脈』（徳間書店） 1995年、のち改題『殺人連峰』（徳間文庫）
- 『霞沢岳 狂炎の花びら』（広済堂ブルーブックス） 1996年、のち改題『霞沢岳殺人山行』（広済堂文庫）
- 『一ノ俣殺人渓谷』（ジョイ・ノベルス） 1996年、のち光文社文庫
- 『修羅の断崖』（ジョイ・ノベルス） 1996年、のち改題『北安曇野 修羅の断崖』（光文社文庫）
- 『地下水脈』（トクマ・ノベルズ） 1996年、のち徳間文庫
- 『百名山殺人事件』（トクマ・ノベルズ） 1997年、のち徳間文庫
- 『信濃富士殺人事件』（トクマ・ノベルズ） 1997年、のち徳間文庫
- 『流転山脈』（幻冬舎推理叢書） 1997年、のち幻冬舎文庫
- 『穂高・駒ヶ岳殺人回廊』（トクマ・ノベルズ） 1997年、のち徳間文庫
- 『爆裂火口』（桃園書房） 1998年、のち改題『爆裂火口 東京・上高地殺人ルート』（実業之日本社文庫）
- 『葬送山脈』（ジョイ・ノベルス） 1998年、のち徳間文庫
- 『北アルプス殺人連峰』（カッパ・ノベルス） 1998年、のち光文社文庫
- 『穂高吊り尾根殺人事件』（トクマ・ノベルズ） 1998年、のち徳間文庫
- 『奥上高地殺人事件』（ジョイ・ノベルス） 1998年、のち角川文庫
- 『絶叫山脈』（廣済堂ブルーブックス） 1999年、のち広済堂文庫
- 『安曇野・乗鞍殺人事件』（トクマ・ノベルズ） 1999年、のち徳間文庫
- 『風炎連峰』（カッパ・ノベルス） 1999年、のち光文社文庫
- 『立山雷鳥沢殺人事件』（トクマ・ノベルズ） 1999年、のち徳間文庫
- 『穂高殺人ケルン』（ジョイ・ノベルス） 1999年、のち光文社文庫
- 『死神山脈』（桃園新書） 1999年、のち改題『死神山脈 穂高・安曇野殺人縦走』（徳間文庫）
- 『吉野山・常念岳殺人回廊』（トクマ・ノベルズ） 2000年、のち徳間文庫
- 『崩壊山脈』（ノン・ノベル） 2000年、のち広済堂文庫
- 『上高地・大雪殺人孤影』（ジョイ・ノベルス） 2000年、のち徳間文庫
- 『尾瀬ヶ原殺人事件』（トクマ・ノベルズ） 2000年、のち徳間文庫
- 『蝶ヶ岳殺人事件』（カッパ・ノベルス） 2001年、のち光文社文庫
- 『穂高雪山殺人迷路』（トクマ・ノベルズ） 2001年、のち徳間文庫
- 『殺人山行 燕岳』（カッパ・ノベルス） 2002年、のち光文社文庫
- 『蔵王高原殺人事件』（トクマ・ノベルズ） 2002年、のち徳間文庫
- 『謀殺 北穂高岳』（カッパ・ノベルス） 2002年、のち光文社文庫
- 『焼岳殺意の彷徨』（トクマ・ノベルズ） 2003年、のち徳間文庫
- 『信州春山殺人事件』（ジョイ・ノベルス） 2004年、のち徳間文庫
- 『稚内殺人旅情』（カッパ・ノベルス） 2004年、のち光文社文庫
- 『草津・白根殺人回廊』（トクマ・ノベルズ） 2004年、のち徳間文庫
- 『奥能登 幻の女』（カッパ・ノベルス） 2005年、のち光文社文庫
- 『怪殺 日光・戦場ヶ原』（トクマ・ノベルズ） 2005年、のち徳間文庫
- 『玄界灘殺人海流』（カッパ・ノベルス） 2006年、のち光文社文庫
- 『倉敷・宮島殺人回廊』（トクマ・ノベルズ） 2007年、のち徳間文庫
- 『伊勢・志摩殺人光景』（カッパ・ノベルス） 2007年、のち光文社文庫
- 『天橋立殺人旅愁』（トクマ・ノベルズ） 2008年、のち徳間文庫
- 『雲仙・島原湯煙地獄』（カッパ・ノベルス） 2008年、のち光文社文庫
- 『殺人鉱脈 石見銀山 - 秋芳洞 250キロの怨嗟』（トクマ・ノベルズ） 2009年
- 『北海道・神威岬の殺人』（トクマ・ノベルズ） 2010年、のち徳間文庫
- 『瀬戸内・鞆の浦殺人航跡』（カッパ・ノベルス） 2010年、のち光文社文庫
- 『阿蘇・黒川温泉怪殺迷路』（トクマ・ノベルズ） 2011年、のち改題『阿蘇・黒川温泉殺人事件』（徳間文庫）
- 『神戸・六甲山殺人夜色』（カッパ・ノベルス） 2011年、のち光文社文庫
- 『箱根・芦ノ湖殺人特急』（トクマ・ノベルズ） 2012年、のち徳間文庫
- 『平泉・早池峰殺人蛍』（カッパ・ノベルス） 2012年、のち光文社文庫
- 『八ヶ岳野辺山の殺人』（トクマ・ノベルズ） 2013年、のち徳間文庫
- 『伊良湖岬殺人水道』（カッパ・ノベルス） 2013年、のち光文社文庫
- 『京都・大和路殺人事件』（トクマ・ノベルズ） 2014年、のち徳間文庫 2017年4月
- 『三保ノ松原殺人事件』（カッパ・ノベルス） 2014年10月、のち光文社文庫 2016年12月
- 『越後・八海山殺人事件』（カッパ・ノベルス） 2016年10月、のち光文社文庫 2018年10月
- 『小倉・関門海峡殺人事件』（カッパ・ノベルス） 2020年4月、のち光文社文庫 2022年10月
- 『信州・諏訪湖連続殺人』（トクマ・ノベルズ） 2020年8月、のち徳間文庫
- 『松本 - 日本平殺人連鎖』（トクマ・ノベルズ） 2022年10月、のち徳間文庫 2024年2月
- 『信州・塩尻峠殺人事件』（トクマ・ノベルズ） 2021年10月、のち徳間文庫 2023年2月
- 『松本・江の島殺人事件』（カッパ・ノベルス） 2023年4月、のち光文社文庫
- 『横浜・彷徨の海殺人事件』（トクマ・ノベルズ） 2023年10月、のち徳間文庫
- 『白馬八方尾根殺人事件』（カッパ・ノベルス） 2022年、のち光文社文庫 2024年10月

### 捜査一課「白鳥完一」シリーズ
- 『殺人山脈』（ジョイ・ノベルス） 1988年、のち光文社文庫 1991年、のちケイブンシャ文庫 1999年
- 『怨殺 白馬岳』（桃園新書） 1989年、のち改題『北アルプス白馬岳の殺人』（ノン・ポシェット） 1991年
- 『殺人氷壁』（カッパ・ノベルス） 1989年、のち光文社文庫 1993年、のち桃園文庫 2005年
- 『番外 穂高殺人連峰』（立風ノベルス） 1989年
- 『八甲田山 死の誘い』（ジョイ・ノベルス） 1990年、のち桃園文庫 2002年
- 『冷血山地』（カッパ・ノベルス） 1990年、のち光文社文庫 1994年
- 『鳥海山殺人渓谷』（ジョイ・ノベルス） 1991年、のち桃園文庫 2003年
- 『殺人氷河』（ジョイ・ノベルス） 1993年、のち廣済堂文庫 1997年

### 「旅行作家・茶屋次郎の事件簿」シリーズ
祥伝社ノン・ノベル、のち祥伝社文庫
- 『梓川清流の殺意』 1990年、のち改題文庫化『信濃梓川清流の殺意』
- 『北上川殺人夜曲』 1990年、のち文庫
- 『石狩川殺人水系』 1991年、のち改題文庫化『石狩川殺人事件』
- 『長良川美女の交錯』 1992年、のち改題文庫化『長良川殺人事件』
- 『多摩川殺人事件』 1993年、のち文庫
- 『隅田川赤い源流』 1995年、のち文庫
- 『信濃川殺人事件』 1996年、のち改題文庫化『信濃川連続殺人』
- 『千曲川殺人事件』 1997年、のち文庫
- 『四万十川殺人事件』 1998年、のち改題文庫化『四万十川 殺意の水面』
- 『筑後川殺人事件』 1999年、のち文庫
- 『納沙布岬殺人事件』 2000年、のち文庫
- 『南紀潮岬殺人事件』 2001年、のち改題文庫化『紀伊半島 潮岬殺人事件』
- 『越前岬殺人事件』 2002年、のち文庫
- 『薩摩半島知覧殺人事件』 2004年、のち文庫
- 『最上川殺人事件』 2005年、のち文庫
- 『天竜川殺人事件』 2006年、のち文庫

著者の少年時代、地元近くの村で発生した一家7人殺害事件に着想を得たもの。
- 『立山アルペンルート 黒部川殺人事件』 2007年、のち文庫
- 『釧路川殺人事件』 2008年、のち文庫
- 『笛吹川殺人事件』 2009年、のち文庫
- 『紀の川殺人事件』 2010年、のち文庫
- 『京都 保津川殺人事件』 2011年、のち文庫
- 『京都 鴨川殺人事件』 2012年、のち文庫
- 『日光 鬼怒川殺人事件』 2013年、のち文庫
- 『神田川殺人事件』 2014年、のち文庫
- 『金沢 男川女川殺人事件』 2015年7月、のち文庫
- 『安芸広島 水の都の殺人』 2016年7月、のち文庫
- 『博多 那珂川殺人事件』 2017年10月、のち文庫
- 『倉敷 高梁川の殺意』 2018年11月、のち文庫
- 『木曽川 哀しみの殺人連鎖』 2019年11月、のち文庫
- 『大井川殺人事件』 2020年11月、のち文庫 2023年8月
- 『急流・富士川 殺意の悔恨』 2022年1月
- 『鎌倉殺人水系』 2023年2月

### 北アルプス山岳救助隊「紫門一鬼」シリーズ
- 『奥入瀬殺人渓流』（ジョイ・ノベルス） 1993年、のち光文社文庫
- 『大雪・層雲峡殺人事件』（カッパ・ノベルス） 1993年、のち光文社文庫
- 『安曇野殺人旅愁』（光文社文庫） 1994年、のち改題『安曇野殺人旅愁 一億二千万分ノ一の壁』（カッパ・ノベルス）
- 『知床・羅臼岳殺人慕情』（カッパ・ノベルス） 1995年、のち光文社文庫
- 『殺人山行・穂高岳』（カッパ・ノベルス） 1996年、のち光文社文庫
- 『殺人山行・餓鬼岳』（カッパ・ノベルス） 1997年、のち光文社文庫
- 『殺人山行・剣岳』（カッパ・ノベルス） 1998年、のち光文社文庫、のち文芸社文庫
- 『殺人山行・不帰ノ嶮』（カッパ・ノベルス） 1999年、のち光文社文庫、のち文芸社文庫
- 『殺人山行・恐山』（カッパ・ノベルス） 2003年、のち光文社文庫、のち文芸社文庫

### 私立探偵「岩波惇哉」シリーズ
- 『白神山地殺人事件』（トクマノベルス） 1995年、のち徳間文庫
- 『星砂の島殺人事件』（徳間文庫） 1995年、のち改題『西表背徳の断崖』（ジョイ・ノベルス）
- 『松江・出雲密室殺人事件』（トクマノベルス） 1996年、のち徳間文庫
- 『夜叉の断崖』（徳間文庫） 1998年、のちジョイ・ノベルス
- 『札幌殺人夜曲』（徳間文庫） 2000年、のちジョイ・ノベルス
- 『摩周湖 黒衣の女』（徳間文庫） 2001年

### 私立探偵「小仏太郎」シリーズ
実業之日本社ジョイ・ノベルス、のち実業之日本社文庫
- 『十和田・奥入瀬殺人回流』 2007年、のち文庫 2012年
- 『松島・作並殺人回路』 2007年、のち文庫 2011年
- 『信州安曇野 殺意の追跡』 2008年、のち文庫 2013年
- 『秋山郷 殺人秘境』 2009年、のち文庫 2013年
- 『高尾山 魔界の彷徨』 2011年、のち改題『高尾山 魔界の殺人』（実業之日本社文庫） 2014年
- 『富士五湖 氷穴の殺人』 2011年、のち文庫 2014年
- 『長崎・有田殺人窯変』 2012年、のち文庫 2015年
- 『旭川・大雪白い殺人者』 2013年、のち文庫 2015年
- 『男鹿半島 北緯40度の殺人』 2020年6月、のち文庫 2023年
- 『遠州浜松殺人奏曲』 2020年
- 『天城越え殺人事件』 2021年
- 『越後・親不知 翡翠の殺人』 2021年、のち文庫 2024年
- 『京都・化野殺人怪路』 2022年
- 『長野善光寺殺人参詣』 2023年

### 小説以外
- 『霧の中の巨人 回想・私の松本清張』（祥伝社） 2003年、のち改題『回想・松本清張 私だけが知る巨人の素顔』（祥伝社文庫） 2009年

## テレビドラマ化されたシリーズ・作品
テレビ東京
- 北アルプス山岳救助隊・紫門一鬼（テレビ東京にてシリーズドラマ化）
- 旅行作家・茶屋次郎
- 信州山岳刑事 道原伝吉

日本テレビ
- 山岳ミステリー

TBS
- 山岳刑事

テレビ朝日
- 土曜ワイド劇場 北アルプス連続殺人ルート 2006年9月30日